# Cephalodella licinia
Cephalodella licinia är en hjuldjursart som beskrevs av Myers 1924. Cephalodella licinia ingår i släktet Cephalodella och familjen Notommatidae. Inga underarter finns listade i Catalogue of Life.